# Киргизская советская энциклопедия
Киргизская советская энциклопедия (КСЭ; кирг. Кыргыз совет энциклопедиясы) — первое универсальная энциклопедия на киргизском языке. Записана кириллицей.

## История
Публиковалась Главной редакцией Киргизской советской энциклопедии (сейчас Центр государственного языка и энциклопедии). В 1976—1980 годах было издано 6 томов. Главным редактором первого тома являлся доктор философских наук, член-корреспондент Академии наук Киргизской ССР Асанбек Табалдиевич Табалдиев, последующих (со 2 по 6) — Бюбийна Омурзаковна Орузбаева. Также по материалам основных томов в 1982 году на киргизском и русском языках был издан однотомник под названием «Киргизская ССР».

## Содержание
Энциклопедия охватывает почти все области знания, но в подаче фактов и подробности изложения материала заметно влияние коммунистической идеологии.